# しまっていこー!
『しまっていこー!』は、伊藤実による日本の漫画。2002年に『別冊Kiss variety』（講談社）に第1話のみ掲載、以後『One more Kiss』（講談社）2003年11月号、2004年1、3、5、7月号まで連載された。単行本は講談社から、全2巻。

## ストーリー
万年、女子ソフトボール2部リーグ低迷の東京化成に女鬼監督・江戸川良子が就任する。それまでより練習量が10倍、厳しさ100倍で選手たちは音を上げかけるが、チームは試合のたびにあれよあれよと連勝街道を突き進む、しかし、会社が業績不振のため吸収合併されることになり、ソフトボール部をはじめ全運動部は廃部を告げられることになる。

## 登場人物
吉田 愛里（よしだ あいり）
23歳。高校卒業後に東京化成入社。笑顔は一流、ソフトは二流、恋愛指数三流以下。人もチームも元気にさせることができる凡才。東京化成から3部リーグの一洋電機に移籍する。ポジションは中堅手。東京都出身。東京化成と一洋電機では主将を務め、最終話の数年後の話では現役を引退し、江戸川が日本代表監督に就任したため一洋電機ソフトボール部の監督代理に就任している。
江戸川 良子（えどがわ りょうこ）
1部リーグ昇格を目指して東京化成に監督として就任した女性。鬼監督として選手にこれまでの10倍、100倍の練習量を課す。東京化成ソフトボール部の廃部後に一洋電機の監督に就任する。厳しいが選手のことを親身に考える慈悲深い一面も持ち合わせている。
小泉 純（こいずみ じゅん）
小学生から主戦投手一筋。直言が売りの姉御肌。強気な性格は投手向きだが短気なのが玉にキズ。東京化成ソフトボール部の主将だったが、江戸川の監督就任時に主将の座を剥奪される。東京化成ソフトボール部の廃部で故郷の静岡に戻り新たな職に就いていたがソフトボールから離れることが出来ず、愛理とともに東京化成から3部リーグの一洋電機に移籍する。ポジションは投手。静岡県出身。静岡に両親と嫁に行った妹と“しんちゃん”（純にとっては甥）と呼ばれる子供がいる。現役引退後は一洋電機の投手コーチに就任。江戸川に乱視であることを指摘され試合中は眼鏡をかけてプレーすることに...。
三沢 小百合（みさわ さゆり）
東京化成、一洋電機で四番を打つ強打者。ポジションは捕手。福岡県出身。
佐藤 厚子（さとう あつこ）
愛理が一洋電機に移籍する前の主将。ポジションは三塁手。
猿田（さるた）
ポジションは遊撃手。エラーやポカが多いがガッツは誰にも負けない一洋電機・ソフト部の新人。
長崎（ながさき）
一洋電機・ソフト部の部員。ポジションは愛理と同じ中堅手。
よっちゃん（よっちゃん）
愛理が髪をカットしてもらいに行った時に知り合ったヘアーサロンの店長で愛理の彼氏。女形の気があるのかおネェ言葉で話す。愛理を常に励まし、試合の時には応援に行き店のタダ券を他のチームメイトに配るなど愛理を支える。
三沢 良一（みさわ りょういち）
三沢小百合の兄。
愛理の父と母（あいりのちちとはは）

## 単行本
- KCコミックス Kiss（講談社）全2巻
- 1巻　: ISBN 4-06-340498-6
- 2巻　: ISBN 4-06-340499-4